# Navigon

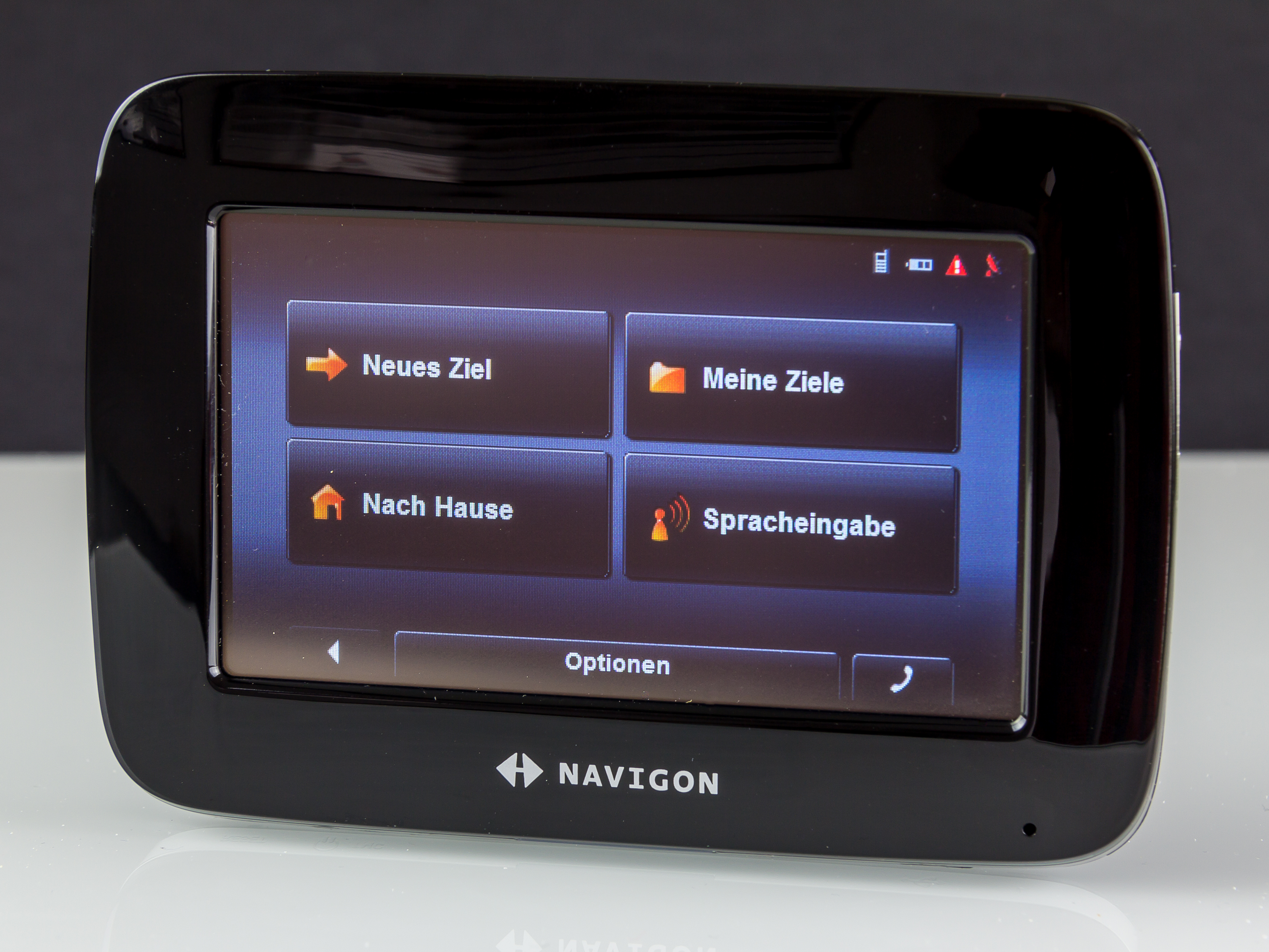
Navigon 7100

Navigon – niemiecka firma produkująca urządzenia i oprogramowanie do nawigacji GPS. 
Oferta firmy obejmuje zarówno sprzęt nawigacyjny dla klientów indywidualnych, produkowany pod marką Navigon, jak i oprogramowanie OEM dla branży nawigacyjnej, radiotelegraficznej i motoryzacyjnej. Navigon, którego siedziba mieści się w Hamburgu, posiada przedstawicielstwa w Azji, Europie i Ameryce Północnej i zatrudnia ponad 400 pracowników.

## Historia
Firma Navigon, założona w 1991 roku, dokonała kilku znaczących innowacji na rynku systemów GPS. W 2000 roku Navigon jako pierwszy w branży zaczął produkować oprogramowanie nawigacyjne dla komputerów przenośnych typu PC. Po ulepszeniu w 2002 roku standardu TMC (Traffic Message Channel) o funkcję unikania zakorkowanych tras, Navigon jako pierwszy wprowadził tę funkcję w urządzeniach dla klientów indywidualnych. 
W 2005 roku spółka typu private equity General Atlantic wykupiła mniejszościowy udział w Navigon, dostarczając kapitału na potrzeby ekspansji firmy. Większość udziałów należy nadal do Peter Scheufena. W 2006 roku Navigon przejął firmę NAVTEQ, produkującą oprogramowanie nawigacyjne. Po latach działalności głównie na rynkach europejskich, w 2007 roku Navigon wszedł również bezpośrednio na rynek Ameryki Północnej poprzez swoją filię – Navigon Inc. z siedzibą w Chicago, IL

## Navigon w Europie
Navigon AG stanowi firmę macierzystą dla wszystkich marek Navigon. Jest jedną z największych  firm oferujących systemy nawigacyjne w Europie, o silnej pozycji rynkowej. Navigon AG ma w ofercie kilka modeli o identycznych numerach (zwykle zróżnicowanych końcówką xx10) jak te sprzedawane w Ameryce Północnej. Większość urządzeń ma te same rozwiązania i funkcje, co ich północnoamerykańskie odpowiedniki.
Ponadto, na rynku obecnych jest kilka starszych modeli, sprzedawanych w Europie pod marką Transonic, a wyprodukowanych przez Navigon AG. Po zaprzestaniu ich produkcji, modele te zastąpiono urządzeniami z aktualnej oferty Navigon.

## Navigon Inc.
Filia firmy w Stanach Zjednoczonych, Navigon Inc., została założona w 2007 roku, aby wprowadzić serię produktów Navigon na rynek amerykański. We wrześniu 2007 roku Navigon Inc. rozpoczął sprzedaż trzech modeli: 2100 (w Kanadzie jako 2120), 5100 i 7100. W kwietniu 2008 r. Navigon Inc. rozszerzył ofertę o model 2100 Max (2120 Max w Kanadzie). Urządzenie to jest pod względem funkcjonalności podobne do oryginalnego 2100, posiada przy tym większy ekran LCD – o przekątnej 4.3" oraz dodatkową funkcję Direct Help.
13 października 2008 roku Navigon ogłosił, że Michael Roach, dotychczasowy dyrektor sprzedaży LG Electronics w USA, będzie kierował sprzedażą produktów Navigon w Ameryce Północnej. Jako prezes firmy, odpowiedzialny za rynek obu Ameryk, będzie zajmie się działaniami w zakresie marketingu i sprzedaży. Roach będzie raportować do Egona Minara, dyrektora sprzedaży w NAVIGON AG (Niemcy). Roach zastąpił Andreasa Hechta.

## Nowe produkty
Navigon wprowadza zwykle nowe produkty w Europie, zanim udostępni je na rynku w USA. Na Internationale Funkausstellung Berlin 2008, międzynarodowym pokazie elektroniki konsumenckiej w Berlinie, Navigon przedstawił swoje cztery nowe modele: 7210, 2150 Max, 2210 i 1210. Modele te przeznaczone są na rynki europejskie.

## Oprogramowanie nawigacyjne
Firma Navigon jest producentem oprogramowania nawigacyjnego MobileNavigator dla urządzeń mobilnych, przeznaczonego m.in. dla systemów Symbian, Windows Mobile, Android oraz iOS. Najnowsza wersja MobileNavigator oznaczona jest cyfra 7. Wyposażono ją m.in. w funkcje Asystenta Pasa Ruchu (Traffic Lane Assistant Pro), Rzeczywistego Wyglądu Skrzyżowań (Reality View Pro), Asystenta Prędkości (Speed Assistant) oraz informacji o korkach i radarach. Oprogramowanie zawiera mapy 40 krajów Europy i ponad 2 miliony celów specjalnych (POI).
Po raz pierwszy w oprogramowaniu nawigacyjnym Navigon dostępne są też usługi online dzięki którym można zarezerwować hotel lub sprawdzić pogodę w miejscu docelowym. Navigon udostępnia te funkcje bezpłatnie, natomiast korzystanie z nich może wiązać się z opłatami za transmisję danych, w zależności od rodzaju umowy z operatorem telefonii komórkowej. W Polsce oprogramowanie jest dostępne od listopada 2008 roku.

## Navigon Fresh
To nazwa usługi, dzięki której klienci Navigon mogą zaktualizować oprogramowanie swoich urządzeń, pobrać nowe mapy lub dokupić niektóre usługi. Aktualizacje i dodatkowe usługi wymagają uiszczenia opłaty, jednak niektóre modele Navigon sprzedawane są z bezpłatnym 2-letnim abonamentem na aktualizację map lub mają dołączone kupony zniżkowe na taki abonament. 

## Niektóre funkcje urządzeń Navigon
- Reality View (Rzeczywisty Wygląd Skrzyżowań) - wyświetlany pas ruchu ma realistyczne cechy, takie jak: znaki drogowe, ilość pasów ruchu, obiekty otaczające (miasta, lasy, tunele, itd.).
- Lane Assistant (Asystent Pasa Ruchu) - w przypadku dróg o wielu pasach ruchu, specjalnie oznaczone strzałki pokazują najlepszy do zajęcia w danej chwili pas.

## Wykorzystanie darmowego POI zamiast produkcji swojego
W czerwcu 2011 Navigon wykorzystał pakiet tzw. "point of interest" (punkty zainteresowania, istotne obiekty) z projektu OpenStreetMap.